# 하남경찰서
하남경찰서(河南警察署, Hanam Police Station)는 경기도남부경찰청이 관할하는 경찰서 중 하나이다. 경기도 하남시 일대를 관할한다. 경기도 하남시 검단로 27 (하산곡동)에 위치하고 있다.
서장은 총경으로 보한다.

## 기본 정보
- 주소: 경기도 하남시 검단로 27 (하산곡동)
- 우편번호: 13024

## 조직
| - 청문감사관 - 경무과 - 생활안전과 | - 여성청소년과 - 수사과 - 형사과 | - 경비교통과 - 정보보안과 |

## 관할 파출소 및 지구대
하남경찰서는 4개의 지구대와 2개의 파출소를 산하에 두고 있다.
| 명칭       | 사진 | 주소                  | 관할구역 | 치안센터     |
| ---------- | ---- | --------------------- | --- | ------------ |
| 하남지구대 |      | 신장로 66 (천현동)    | 천현동, 창우동, 하산곡동, 배알미동, 교산동, 하사창동, 상사창동, 항동, 덕풍동 일부, 신장동 일부, 춘궁동 일부 | 창우치안센터 |
| 덕풍지구대 |      | 하남대로 911 (덕풍동) | 덕풍동 일부, 풍산동 일부, 신장동 일부, 춘궁동 일부                                                          |              |
| 미사파출소 |      | 아리수로 567 (망월동) | 미사동, 망월동, 선동, 당정동, 풍산동 일부, 신장동 일부, 덕풍동 일부                                         |              |
| 서부파출소 |      | 감북로 43 (감북동)    | 감북동, 감일동, 감이동, 초일동, 초이동, 광암동, 학암동                                                      |              |

## 같이 보기
- 경기도남부경찰청